# Sminthurinus concolor
Sminthurinus concolor is een springstaartensoort uit de familie van de Katiannidae. De wetenschappelijke naam van de soort is voor het eerst geldig gepubliceerd in 1896 door Meinert.